# 兵庫県立加古川東高等学校
兵庫県立加古川東高等学校（ひょうごけんりつ かこがわひがしこうとうがっこう）は、兵庫県加古川市加古川町粟津に所在する公立高等学校。
2021年（令和3年度）時点、スーパーサイエンスハイスクール（SSH）指定を受けている。主な略称は「ヒガシコウ」「カコヒガ」「カコトン」。

## 概要
加古川市にある公立高等学校の1校である。1924年、兵庫県立加古川中学校（旧制中学校）として開校した。

### 校訓
- 自治創造
- 明朗親和 - 旧制加古川中学校時代の「質実剛健」に代わって制定された[4]

### 教育方針
当校の教育方針は以下の通り
- 校訓「自治創造、明朗親和」を基調に知育・徳育・体育の調和を図る
- 生きる力を育み、21世紀を担うこころ豊かな人づくりを図る
- 自己教育力を高め、生徒一人一人の個性の伸長と自己実現を図らせる

## 沿革

### 略歴
兵庫県立加古川東高等学校は、1924年、旧制中学校である兵庫県立加古川中学校として設立された。当校設立には、加古郡および印南郡の強い要請があった。1905年（明治38年）、兵庫県の通常県会にて「加古印南ノ地ニ中学校増設ニ関スル意見書」が議決された。1922年（大正11年）、県は設立にあたり、土地8000坪および建設費の30万円を各町村負担とした。加古郡および印南郡の各町村は、それらのために奔走し、同年12月18日、建設費の各町村負担分および土地の目録をそえて、県知事に提出し、ようやく設立に至った。第二次世界大戦降伏後の学制改革によって、兵庫県立加古川東高等学校となった。1951年から1957年まで通信教育部も設置されていた。1986年に、普通科内に理数コースを設置され、2010年に理数科となった。2006年には、文部科学省よりSSH（スーパーサイエンスハイスクール）の研究指定を受けた。

### 年表

#### 旧制加古川中学校
- 1924年（大正13年）
  - 2月13日 - 兵庫県立加古川中学校設置の認可が下りる[7]。
  - 4月1日 - 開校。第1学年生徒150名入学許可。
- 1928年（昭和3年）6月7日 - 学年進行により5学年そろい開校式を挙行。この日を創立記念日とする[8]。
- 1948年（昭和23年）2月15日 - 通信教育部設置される。

#### 加古川東高等学校
- 1948年（昭和23年）
  - 4月1日 - 学制改革により新制高等学校に移行し、兵庫県立加古川東高等学校と改称。
  - 7月1日 - 兵庫県立加古川西高等学校と職員・生徒を折半交流し、男女共学となる。
- 1951年（昭和26年）5月15日 - 兵庫県立長田高等学校定時制分校（通信教育部）を本校に設置し開校式を行う。
- 1957年（昭和32年）3月31日 - 分校（通信教育部）統合のため廃止される。
- 1986年（昭和61年）4月1日 - 普通科内に理数コースを設置。
- 2003年（平成15年）4月1日 - 理数コースを自然科学系（ジェネラルサイエンス）コースに改編。
- 2006年（平成18年）4月3日 - 文部科学省よりSSH（スーパーサイエンスハイスクール）の研究指定を受ける（5年間、2012年・2017年に再指定）。
- 2010年（平成22年）4月1日 - 理数科を設置（自然科学系コースを発展的解消）。
- 2020年（令和2年）4月1日 - STEAM教育実践モデル校の指定を受ける（3年間）[9]。

## 基礎データ

### 所在地
兵庫県加古川市加古川町粟津232の2

### 設置学科
- 全日制課程[2]
  - 普通科[2]
  - 理数科[2]

普通科は第3学区内、理数科は兵庫県全域から出願可能である。理数科は推薦入試の合格者でクラスが構成される。

### 通学区域
普通科の通学区域は、以下の通り。
- 兵庫県
  - 明石市・加古川市・西脇市・三木市・高砂市・小野市・加西市・加東市・多可郡・加古郡

### アクセス
- JR山陽本線加古川駅 徒歩7分

### 象徴
校章
校章は、新制高等学校発足時に、当時在籍していた生徒からの公募により選ばれた。校章は、加古川の清き流れの上に立つ当校を表している。
校歌
現在の校歌は、1949年（昭和24年）に開催された「創立25周年記念式典」にて校旗とともに発表された。作詞は富田砕花、作曲は須藤五郎による。
制服
男子：詰襟、女子：セーラー服
2023年度より私服通学が認められていて、さらに2024年度からは制服の購入は任意となる。

## 学校行事
- 4月 始業式・入学式・文化部発表会
- 6月 体育祭
- 9月 球技大会
- 10月 前期終業式・後期始業式・一日遠足
- 12月 探求デー
- 3月 球技大会・終業式・卒業式

## 部活動
（出典：部活動加入状況）
- 運動部 - ソフトテニス、バレーボール、柔道、剣道、硬式野球、卓球、バスケットボール、陸上競技、ソフトボール、バドミントン、サッカー、水泳
- 文化部 - 演劇、雑誌、美術、書道、合唱、吹奏楽、邦楽、軽音楽、写真、茶道、華道、放送、新聞、ESS、JRC、HRC、アマチュア無線、自然科学（生物・地学・化学・数学・物理）
- 同好会 - 応援団、囲碁・将棋

## 高校関係者と組織

### 高校関係者組織
当校および前身校の加古川中学校（旧制）の同窓会として、「兵庫県立加古川東高等学校清流会清流会」がある。

### 著名な出身者

#### 実業
- 大枝宏之（日清製粉グループ本社社長）
- 粟田貴也（トリドールホールディングス創業者）
- 松井昭憲（元ピムコジャパンリミテッド取締役兼最高経営責任者）

#### 研究者
- 畑明郎（環境学者）
- 釜江廣志（経済学）
- 曽我謙悟（行政学）
- 吉井秀夫（考古学者）
- 渋谷秀樹（憲法学）
- 中尾良信（仏教学者）
- 藤井義晴（植物生態学）
- 大形徹（中国哲学）
- 渡辺勝彦（英語教員）

#### 政治家・官僚
- 塩田晋（元衆議院議員）
- 清水ひろ子（元播磨町長）
- 竹花豊（元東京都副知事、警察官僚）
- 杉尾秀哉（参議院議員、元報道記者）
- 浜野喜史（参議院議員）
- 上原淳（運輸・国土交通官僚）

#### 司法
- 北山元章（福岡高等裁判所長官）
- 住田裕子（弁護士）

#### 芸能・マスコミ
- 大村浩士（アナウンサー）
- 小西美穂（キャスター）
- 櫻井慎也（声優）
- 菅原洋一（歌手）
- 高瀬耕造（アナウンサー）
- 武岡智子（アナウンサー）
- 谷五郎（歌手、パーソナリティ）
- 恒松あゆみ（声優）
- 速水奨（声優）
- LINO LEIA（歌手、作曲家、ラジオパーソナリティ）
- 広瀬敏郎（歌手）
- レイザーラモンHG（お笑い芸人）
- 安富史郎（声優、ナレーター）
- 旭堂南海（上方講談師）

#### 芸術
- 大村達身（ミュージシャン、元くるり）
- 船原長生（ミュージシャン、プラズマティックス、映画監督）
- 川勝和哉（クラシック音楽指揮者）
- 北條俊正（映像作家、写真家、小説家）
- あずまきよひこ（漫画家）
- 長岡敦子（漫画家）
- 北村賢志（架空戦記評論家）
- 船江恒平（将棋棋士）

#### スポーツ
- 渋谷俊浩（マラソン選手）
- 沼田宏文（バスケットボール選手、日本代表）
- 松本忠繁（野球選手）